# 堀江英一
堀江 英一（ほりえ ひでいち、1913年（大正2年）7月31日 - 1981年（昭和56年）11月3日）は、日本の経済史学者。京都大学名誉教授。

## 略歴
徳島県出身。京都帝国大学経済学部卒。同助教授を経て、1947年京都大学教授、1956年「明治維新の社会構造」で、経済学博士（京都大学）の学位を取得。1976年定年退官、名誉教授、名城大学教授。西欧と日本の資本主義発達史を専門とし、戦後の経済史学会の中心であった。

## 著書
- 『近代産業史研究』日本評論社　1948　京都経済学会研究叢書
- 『日本のマニュファクチュア問題』三一書房　1949　新日本歴史双書
- 『西洋経済史』三笠書房　1950　経済学全書
- 『明治維新の社会構造』有斐閣　1954
- 『経済学から歴史学へ』有斐閣　1957　京都大学総合経済研究所研究叢書
- 『近代ヨーロッパ経済史』日本評論新社　1960
- 『産業資本主義の構造理論』有斐閣　1960
- 『経済史入門』有斐閣双書　1971
- 『堀江英一著作集』全4巻　青木書店、1975-76

第1巻 (明治維新の社会構造)
第2巻 (幕末・維新期の経済構造)
第3巻 (絶対主義と市民革命)
第4巻 (産業資本主義の構造理論)

### 共編著
- 『西陣機業の研究 中小工業の実態』後藤靖共著　有斐閣　1950　京都大学経済調査所
- 『藩政改革の研究』編　御茶の水書房　1955
- 『市民革命の理論 マルクスから毛沢東へ』編　有斐閣　1957　京都大学総合経済研究所研究叢書
- 『自由民権期の研究』全4巻 遠山茂樹共編　有斐閣　1959
- 『イギリス革命の研究 その農業変革を中心として』編　青木書店　1962　歴史学研究叢書
- 『現代経済史年表』編　三一書房　1962　日本現代史年表
- 『幕末・維新の農業構造』編　岩波書店　1963
- 『イギリス工場制度の成立』編著　ミネルヴァ書房　1971

### 翻訳
- トーマス・マン『重商主義論』河野健二共訳　有斐閣　1942
- カール・カウツキー『フランス革命時代における階級対立』山口和男共訳　岩波文庫　1954

## 参考
- デジタル版日本人名大辞典